# North Lakhimpur
North Lakhimpur is een stad en gemeente in het district Lakhimpur van de Indiase staat Assam. 

## Demografie
Volgens de Indiase volkstelling van 2001 wonen er 54.262 mensen in North Lakhimpur, waarvan 53% mannelijk en 47% vrouwelijk is. De plaats heeft een alfabetiseringsgraad van 69%.